# Babak Karimi
Pour les articles homonymes, voir Karimi.
Babak Karimi (en persan : بابک کریمی), né à Prague (Tchécoslovaquie) le 22 mars 1960,, est un acteur et monteur iranien.

## Biographie
Babak Karimi naît à Prague en 1960 de parents iraniens. Son père, Nosrat Karimi, est acteur, réalisateur et dramaturge, et sa mère, Alam Danai, est une actrice de théâtre et réalisatrice.
Il fait ses débuts au cinéma, dès l'âge de dix ans, dans le premier film néo-réaliste iranien Doroshkechi, réalisé et interprété par son père. Ensuite, il apparaît dans plusieurs publicités.
En 1971, il part pour l'Italie où il apprend le métier d'opérateur de caméra à l'Istituto di Stato per la Cinematografia e la Televisione R. Rossellini. Depuis lors, il réside dans ce pays.

## Filmographie

### Comme acteur
- 2008 : Caos calmo d'Antonello Grimaldi : Mario
- 2009 : Ex de Fausto Brizzi : le docteur
- 2011 : Une séparation d'Asghar Farhadi : l'interrogateur
- 2013 : Le Passé d'Asghar Farhadi : Shahryar
- 2016 : Le Client d'Asghar Farhadi : Babak
- 2016 : Noces de Stephan Streker : Mansoor Kazim
- 2020 : La Vie devant soi (La vita davanti a sé) d'Edoardo Ponti : Hamil
- 2021 : Zeros and Ones d'Abel Ferrara : Mullah
- 2022 : Juste une nuit d'Ali Asgari : docteur Mahmoudi
- 2023 : La Sirène (film d'animation) de Sepideh Farsi - voix

### Comme monteur
- 1997 : Marquise de Véra Belmont
- 2006 : L'Iran: une révolution cinématographique (documentaire) de Nader Takmil Homayoun
- 2010 : Les Demoiselles du swing (Le ragazze dello swing) (téléfilm) de Maurizio Zaccaro

## Distinctions
- Berlinale 2011 : Ours d'argent du meilleur acteur pour Une séparation,  conjointement avec Payman Maadi, Shahab Hosseini et Ali-Asghar Shahbazi